# 강민주 (아나운서)
강민주(1996년 8월 14일 ~ )는 대한민국의 G1방송 아나운서이다.

## 현재
- G1 8 뉴스(평일, 2025년 4월 21일 ~ 현재)
- 지금은 지방시대
- 강민주의 밤&

## 과거
- 네트워크 현장! 고향이 보인다
- 강원매거진7 (2023년 11월 3일 ~ 2025년 1월 3일)
- 뉴스퍼레이드 강원 (2023년 11월 6일 ~ 2025년 4월 25일)
- 강민주의 예감 좋은 날 (2024년 3월 4일 ~ 2025년 5월 2일)
- SBS 오 뉴스 - 네트워크 현장 (2023년 12월 18일 ~ 2025년 4월 21일)